# John Bosman
Johannes Jacobus "John" Bosman, född 1 februari 1965 i Bovenkerk, Nederländerna, fotbollsspelare.
John Bosman var en centerforward som var känd för sin styrka i luftrummet. Han inledde proffskarriären i Ajax, där han spelade sin första ligamatch i november 1983. Med Ajax vann han holländska ligan 1985 samt Cupvinnarcupen 1987 efter att han och anfallskollegan Marco van Basten öst in mål. Bosman gjorde åtta mål och blev bäste målskytt i Cupvinnarcupen 1986/87, men han spelade inte finalen, avstängd efter att ha blivit utvisad i semifinalen. Säsongen 1987/88, när van Basten hade flyttat till Milan, blev Bosman Ajax' bäste målskytt med 25 mål på 32 ligamatcher. Efter denna säsong flyttade han till belgiska Mechelen, där han under två säsonger sköt 34 mål på 61 ligamatcher och blev ligamästare 1989. Säsongen 1990/91 var han tillbaka i Nederländerna, och blev då ligamästare med PSV Eindhoven, innan han på nytt flyttade till Belgien och Anderlecht. Där spelade han i fem säsonger, och blev belgisk mästare tre år i rad (1993, 1994 och 1995). 1996 fick han gå gratis till holländska FC Twente, där han spelade i tre säsonger, innan han avslutade karriären med ytterligare tre säsonger i AZ Alkmaar. Totalt gjorde Bosman 251 mål på 520 ligamatcher i Nederländerna och Belgien.
Med nederländska landslaget gjorde Bosman 17 mål på 30 landskamper. Han gjorde debut mot Skottland i april 1986 och spelade sin sista landskamp mot Sydafrika i juni 1997. Han var med när Nederländerna tog EM-guld 1988, och spelade då gruppspelsmatcherna mot Sovjetunionen och Irland.